# Digitaler Verwaltungsakt
Digitaler Verwaltungsakt (DIVA) ist ein Verfahren, mit dem die deutsche Finanzverwaltung seit 2017 Einkommensteuerbescheide elektronisch bekanntgeben kann. Rechtsgrundlage ist § 122a der Abgabenordnung.

## Name
DIVA ist ein Mischkurzwort aus den beiden ersten Buchstaben der Wörter digitaler Verwaltungsakt.

## Bedeutung
Bund und Länder wirken nach Art. 108 Abs. 4a des Grundgesetzes (GG) beim einheitlichen Einsatz von IT-Verfahren und Software sowie ihrer einheitlichen Entwicklung zusammen, um die von den Ländern im Auftrag des Bundes verwalteten Steuern gleichmäßig zu vollziehen (§ 1, § 2 Nr. 1 KONSENS-Gesetz). Die Digitalisierung der Prozesse innerhalb der Steuerverwaltung soll das Besteuerungsverfahren vereinfachen.